# Via ferrata del Monte Capanne
La via ferrata del Monte Capanne è una via ferrata che si trova sul Monte Capanne nell'isola d'Elba.

## Caratteristiche
La via ferrata, istituita nel 2001 dal Parco nazionale dell'Arcipelago Toscano, attraversa lo scosceso spartiacque tra il versante settentrionale e meridionale del Monte Capanne, iniziando dalle Calanche e terminando alla Galera. Presenta stretti passaggi su roccia e impegnativi dislivelli su placche monzogranitiche. Il 19 settembre 2022 è stata intitolata alla memoria del trekker Massimo Russo.

## Come arrivare
Parcheggiando la macchina nella pineta del Monte Perone, ci si dirige in direzione sud-ovest verso il Monte Maolo. Di qui si raggiungono le prime vette delle Calanche, dove inizia la via ferrata. In alternativa, percorrendo metà del percorso ferrato, si può salire sul Monte Capanne con la cestovia e scegliere una metà dell'itinerario (Monte Capanne - Calanche oppure Monte Capanne - Galera).

### Via ferrata
La via ferrata inizia dalle vette delle Calanche, note per la presenza della pianticella endemica Biscutella pichiana ilvensis e di annosi esemplari di tasso. Oltrepassate le Calanche il percorso si fa più piano e, sempre sul crinale, giunge alle vette delle Filicaie. Poco dopo s'incontra il valico del Malpasso con un caprile e s'inizia la salita su ferrata che raggiunge la vetta del Monte Capanne. Di qui, scendendo, si oltrepassa un impegnativo canalone e si risale, attraverso grosse e scoscese placche di roccia, sulla Galera, dove si trovano gli unici esemplari di pero corvino presenti sull'isola. Il percorso ferrato termina su una parete rocciosa posta tra la Galera e la Tavola.

## Strutture ricettive
- Bar Monte Capanne sulla vetta del Monte Capanne.